# Claude Hubert
Pour les articles homonymes, voir Hubert.
Claude Hubert, né le 16 mars 1914 à Chartres et mort le 12 décembre 1977 à Nogent-le-Rotrou, est un athlète français.

## Carrière
Claude Hubert est sacré champion de France du 50 kilomètres marche en 1933 à Paris, en 1949 à Colombes et en 1950 à Paris.
Il est aussi 8e du 50 kilomètres marche aux Jeux olympiques d'été de 1948 à Londres et 18e du 50 kilomètres marche aux Jeux olympiques d'été de 1952 à Helsinki. 